# 2023年吉打州选举
2023年吉打州选举是于2023年8月12日举行的吉打州选举。此次选举是与雪兰莪、吉兰丹、登嘉楼、森美兰、和檳城同步举行。該选举目的是选出新吉打州议会。此选举是2023年马来西亚州选一部分。
2023年8月14日，莫哈末沙努西诺宣誓連任吉打州務大臣。

## 选區
构成吉打州立法议会的吉打州内全部36个选区都在选举期间进行了角逐。

吉打36个选区

## 时间线
以下列出2023年吉打州选举關鍵事件。
| 日期              | 事件                                                               |
| ----------------- | ------------------------------------------------------------------ |
| 2022年10月13日    | 执政党国盟拒绝时任首相依斯迈沙比里提议和国会同步解散州议会的决定。 |
| 2023年6月28日     | 国盟获得吉打苏丹御准解散州议会。                                   |
| 2023年7月5日      | 发出选举令                                                         |
| 2023年7月29日     | 提名日                                                             |
| 7月29日–8月11日   | 竞选活动                                                           |
| 2023年8月8日-11日 | 邮政、海外和提前投票选民的提前投票日                               |
| 2023年8月12日     | 选举日                                                             |

## 后续
莫哈末沙努西于2023年8月14日在吉打苏丹苏丹沙烈胡丁面前宣誓就任州务大臣，开始他的第二个任期。10名行政会议成员于8月21日宣誓就职。